# Wijken en buurten in Meerssen
De Nederlandse gemeente Meerssen is voor statistische doeleinden onderverdeeld in wijken en buurten. De gemeente is verdeeld in de volgende statistische wijken:
- Wijk 00 Meerssen (CBS-wijkcode:093800)
- Wijk 01 Ulestraten (CBS-wijkcode:093801)
- Wijk 02 Bunde - Geulle (CBS-wijkcode:093802)

Een statistische wijk kan bestaan uit meerdere buurten. Onderstaande tabel geeft de buurtindeling met kentallen volgens het Centraal Bureau voor de Statistiek (2008):
| CBS-buurtcode | Buurtnaam                   | Inwonertal | Opp. totaal (ha) | Opp. land (ha) | Ligging                |
| ------------- | --------------------------- | ---------- | ---------------- | -------------- | ---------------------- |
| BU09380000    | Meerssen                    | 5690       | 315              | 312            | Locatie in de gemeente |
| BU09380001    | Rothem                      | 1740       | 69               | 68             | Locatie in de gemeente |
| BU09380002    | Weert                       | 100        | 60               | 59             | Locatie in de gemeente |
| BU09380003    | Raar                        | 130        | 234              | 234            | Locatie in de gemeente |
| BU09380009    | Verspreide huizen           | 70         | 215              | 214            | Locatie in de gemeente |
| BU09380100    | Ulestraten                  | 2650       | 181              | 181            | Locatie in de gemeente |
| BU09380109    | Verspreide huizen           | 240        | 403              | 403            | Locatie in de gemeente |
| BU09380200    | Bunde                       | 5820       | 370              | 355            | Locatie in de gemeente |
| BU09380201    | Kasen                       | 290        | 163              | 163            | Locatie in de gemeente |
| BU09380202    | Geulle aan de Maas          | 210        | 217              | 194            | Locatie in de gemeente |
| BU09380203    | Hussenberg met Snijdersberg | 1060       | 160              | 160            | Locatie in de gemeente |
| BU09380204    | Hulsen-Oostbroek            | 890        | 109              | 104            | Locatie in de gemeente |
| BU09380205    | Moorveld                    | 510        | 183              | 183            | Locatie in de gemeente |
| BU09380206    | Brommelen-Westbroek         | 360        | 90               | 85             | Locatie in de gemeente |